# Aukai Collins
Aukai Collins (n. 13 de febrero de 1974- Falleció el 19 de julio de 2016), también conocido como Aquil Collins, era un soldado estadounidense de origen irlandés.

## Biografía
Collins se convirtió al Islam y luchó con irregulares chechenos islámicos de la República Islámica de Ichkeria. Fue herido en combate con elementos de una unidad Spetznaz ruso, lo que lo llevó a perder su pierna. Más adelante, comenzó a trabajar como agente de la cubierta de gran inteligencia para el FBI.
Según su propio libro, algunos de los hechos más importantes en los que participó fue el haber mantenido contacto con Osama Bin Laden, en ese momento líder de Al Qaeda. El título de su libro es Mi Jihad: el viaje de un norteamericano en el mundo de Osama Bin Laden como un agente encubierto del gobierno norteamericano. A pesar de que se refiere a veces como Hawaiano americano, es caucásico y nació en los Estados Unidos continentales, aunque se trasladó a Hawái durante un período de su juventud.
Falleció el 19 de julio de 2016 en Greensburg, Pensilvania.

## Libro
En su libro se establece una distinción entre la resistencia chechena armada contra el ejército ruso, que considera justificada de acuerdo con el islam y el terrorismo según el estilo de Al Qaeda, que considera contrario al islam. Asimismo, afirma que advirtió a la agencia (FBI) mucho antes de los ataques del 11 de septiembre de 2001 que Hani Hanjour, uno de los secuestradores de los aviones, estaba utilizando una escuela de vuelo de Phoenix como su campo de entrenamiento para el terrorismo. 
También aparece en el libro el canadiense Robert Young Pelton, autor de libros como The Hunter, The Hammer, and Heaven: Journeys to Three Worlds Gone Mad, quien también dirigió el cortometraje de Lech Kowalski Camera Gun.
Después de haber publicado su libro, Collins comenzó a trabajar como cazador de recompensas, lo que en última instancia condujo a su detención en México por cargos de armas. Fue liberado en mayo de 2006 después de servir una sentencia de prisión de 4 años en Durango, México, donde tuvo un hijo con una mexicana, familiar de otro convicto en la misma prisión.